# دونالد كوفنغتون
دونالد كوفنغتون (بالإنجليزية: Donald Covington)‏ هو مؤرخ أمريكي، ولد في 1928، وتوفي في 2002.